# Ludum Dare
Ludum Dare是一个经常性以推进个人游戏开发为目的的开发竞赛。参与者需要在48小时内针对所设定的主题创作游戏。Ludum Dare是Geoff Howland一手建立的，第一次举办在2002年4月。
参与者来自世界各地，行业各异。学生、爱好者、专业开发者（大型游戏公司），以及独立游戏开发者。
Ludum Dare目前维护者有Mike Kasprzak (PoV)策划，Phil Hassey (philhassey)网站管理、编程。另外，Mike Hommel (Hamumu) 和Seth Robinson (mrfun)所有事情都参与。
因为属于业余兴趣，近几次竞赛组织者经常号召参与者把参与作品移植到Windows平台或者正常运行在Windows虚拟机中以便更多人可以评论。
Ludum Dare参赛者必须在48小时内完成游戏从零开始到完成的整个过程，包括所有的代码和内容都必须在这48小时内被创造。每个参赛作品必须由单人完成，并且提供代码。参赛者有三周的时间试玩所有完成的作品并互相打分。此竞赛没有任何实物或现金奖励，参与者对自己的代码享有完整的所有权。
自从2010年8月的第十八届竞赛起，一种被称为“Jam”的休闲版竞赛被推出。Jam版与正式竞赛同时进行，Jam版允许团队参赛、不提供代码，并将时间延长至72小时。

## 链接
- Ludum Dare社区

## 其他
- 独立游戏